# Jan de Brito
Jan de Britto, właśc. port. João de Brito (ur. 1 marca 1647 w Lizbonie, zm. 11 lutego 1693 w Oriyur w Tamil Nadu) – święty Kościoła katolickiego.
Pochodził z arystokratycznego rodu, był synem gubernatora Brazylii. W roku 1662 wstąpił do zakonu jezuitów, a następnie rozpoczął studia na uniwersytecie w Coimbrze. Wyjechał na misje do Maduraju w Indiach.
Został stracony przez ścięcie w dniu 11 lutego 1693 roku.
Beatyfikowany przez papieża Piusa IX w dniu 21 sierpnia 1853 roku, a kanonizowany przez papieża Piusa XII w dniu 22 czerwca 1947 roku.
Patron Światowych Dni Młodzieży 2023.